# 王買德
王買德，五胡十六国時大夏将领。他多次向赫連勃勃獻策，爲其重要謀臣，尤其是在刘裕北伐后献策平定关中，“一周而見效”，被赫連勃勃贊為“算無遺策”。

## 生平

### 投奔胡夏
王買德最初是後秦姚興的鎮北將軍参軍，大夏龍昇五年（411年），赫連勃勃率騎三萬相繼在安定、東鄉擊敗后秦將領楊佛嵩、党智隆，王買德於此時投奔赫連勃勃。
赫連勃勃向王買德問计，王買德回答，后秦虽然衰落，但疆域强大，不如先积蓄力量，等待时机。赫連勃勃很高兴，任命王買德为軍師中郎将。

### 谏伐西秦
大夏龍昇六年（412年）六月，西秦高祖乞伏歸被其侄乞伏公府所殺，其子乞伏熾磐率兵討伐乞伏公府。赫連勃勃想要趁機攻打乞伏熾磐，王買德勸諫道：“聖明的君主用兵，以德而不以暴為準則。乞伏熾磐是我們的盟國，新遭大喪，現在討伐不合天理。趁別人喪亂之際，憑藉兵力討伐，匹夫尚且不當為，何況是万乘之君呢？”。赫連勃勃回答道：“説得太好了。要沒有你，我如何能聽到這樣的良言呢？”停止了對西秦的征討。

### 平定关中
大夏鳳翔元年（417年），东晋劉裕北伐攻灭後秦姚泓，占领长安，此時劉裕重要幕僚劉穆之去世，劉裕擔心後方不穩，於是任命年僅十一嵗儿子刘义真為安西將軍，領護西戎校尉、雍州刺史，留下心腹將領輔佐其鎮守長安，自己返回建康。
赫連勃勃回到了統萬城，聽説劉裕撤軍後非常高興，向王買德詢問進取關中之策。王買德獻策道：“刘裕灭掉了后秦，不过是以乱平乱罢了，并没有施行德政来救济天下百姓。关中是地势险要、便于据守的地方，却派才能低下之辈和年幼的小儿子镇守，这并非长远的规划。他狼狈地返回，不过是想赶快完成篡位之事罢了，根本没心思去经营中原地区。陛下您凭借正义去讨伐叛逆，这正义之名贯通阴阳两界，百姓们仰仗着陛下的旨意，盼望着陛下正义之师的到来，那种急切的心情感觉度日如年。青泥、上洛，是南方军队往来的交通要道，应当布置机动部队截断他们往来的道路。然后堵住潼关，封锁崤山、陕县一带，断绝他们水陆通行的途径。陛下您发布征讨的檄文传至长安，宣扬、布施恩泽，长安附近三辅地区的父老乡亲都会用酒食来迎接陛下的大军。刘义真独自困守在空城之中，连逃跑都没地方可去，十天之内肯定会反绑双手到陛下的军中来投降，这样便能兵不血刃、不战而定关中了。”赫連勃勃認同此話，任命其子赫連璝都督前鋒諸軍事、領撫軍大將軍率兩萬騎兵南征長安，前將軍赫連昌屯兵潼關，王買德为撫軍大將軍右長史，截断南方青泥道路，赫連勃勃率兵隨後出發。
大夏鳳翔二年（418年）正月，赫連璝到渭陽，沿路都有人歸降。劉義真派遣中兵參軍沈田子迎擊，沈田子戰鬥不利，退兵屯劉回堡。此時劉義真内部發生動亂，沈田子殺司馬王鎮惡，長史王脩殺沈田子，冠軍將軍毛脩之接替王鎮惡為司馬。赫連璝在池陽和寡婦渡，接連兩次被傅弘之擊敗。后刘義真又殺王脩，軍心動搖，召城外軍隊入長安防守，關中各郡縣降伏于夏，赫連璝夜襲長安不剋，赫連勃勃進抵据咸陽。劉裕聽説後，派遣輔國將軍蒯恩到長安，讓劉義真率部隊迅速返回，任命右司馬朱齡石為右將軍、雍州刺史接替劉義真鎮守關中，并囑托朱齡石關中若不能守，則和劉義真同歸。
十一月，朱齡石抵達長安，劉義真手下諸將領掠奪財寶和男女奴隸而去，行軍速度很慢。赫連璝追擊劉義真部隊，在青泥擊敗其後軍，王買德俘虏其寧朔将軍傅弘之、輔國將軍蒯恩、司馬毛脩之，築京觀。劉義真走後，長安百姓驅逐朱齡石，迎接赫連勃勃進長安。
赫連勃勃入长安后，召集诸将大摆宴席，席上赫連勃勃舉杯向王買德敬酒，盛贊他攻克长安之计所取得的功績，任命他为都官尚書、加冠軍将軍、封河陽侯。
此後，王買德不見於史冊，唯有於元嘉北伐時，450年（元嘉二十七年）北魏碻磝戍主、濟州刺史王買德被劉宋建武司馬申元吉擊敗，棄城逃走的記載，不詳是否為同一人。

## 評價
- 赫連勃勃：“卿往日之言，一周而果效，可謂算無遺策矣。雖宗廟社稷之靈，亦卿謀獻之力也。此觴所集，非卿而誰！”

### 引用
1. ↑  《晉書·載記第三十》：其年，勃勃率騎三萬攻安定，與姚興將楊佛嵩戰于青石北原，敗之，降其眾四萬五千，獲戎馬二萬匹。進攻姚興將党智隆於東鄉，降之，署智隆光祿勳，徙其三千餘戶於貳城。姚興鎮北參軍王買德來奔。
2. ↑  《晉書·載記第三十》：勃勃謂買德曰：「朕大禹之後，世居幽、朔。祖宗重暉，常與漢、魏為敵國。中世不競，受制於人。逮朕不肖，不能紹隆先構，國破家亡，流離漂虜。今將應運而興，復大禹之業，卿以為何如？」買德曰：「自皇晉失統，神器南移，群雄嶽峙，人懷問鼎，況陛下奕葉載德，重光朔野，神武超於漢皇，聖略邁于魏祖，而不於天啟之機建成大業乎！今秦政雖衰，籓鎮猶固，深願蓄力待時，詳而後舉。」勃勃善之，拜軍師中郎將。
3. ↑  《晉書·載記第三十》：於是議討乞伏熾磐。王買德諫曰：「明王之行師也，軌物以德，不以暴。且熾磐我之與國，新遭大喪，今若伐之，豈所謂乘理而動，上感靈和之義乎！苟恃眾力，因人喪難，匹夫猶恥為之，而況萬乘哉！」勃勃曰：「甚善。微卿，朕安聞此言！」
4. ↑  《資治通鑒·義熙八年》：夏王勃勃欲攻熾磐，軍師中郎將王買德諫曰：「熾磐，吾之與國，今遭喪亂，吾不能恤，又恃衆力而伐之，匹夫猶且恥爲，況萬乘乎！」
5. ↑  《晉書·載記第三十》：既而勃勃還統萬，裕留子義真鎮長安而還。勃勃聞之，大悅，謂王買德曰：「朕將進圖長安，卿試言取之方略。」買德曰：「劉裕滅秦，所謂以亂平亂，未有德政以濟蒼生。關中形勝之地，而以弱才小兒守之，非經遠之規也。狼狽而返者，欲速成篡事耳，無暇有意于中原。陛下以順伐逆，義貫幽顯，百姓以君命望陛下義旗之至，以日為歲矣。青泥、上洛，南師之沖要，宜置遊兵斷其去來之路。然後杜潼關，塞崤、陝，絕其水陸之道。陛下聲檄長安，申布恩澤，三輔父老皆壺漿以迎王師矣。義真獨坐空城，逃竄無所，一旬之間必面縛麾下，所謂兵不血刃，不戰而自定也。」
6. ↑  《晉書·載記第三十》：勃勃善之，以子璝都督前鋒諸軍事，領撫軍大將軍，率騎二萬南伐長安，前將軍赫連昌屯兵潼關，以買德為撫軍右長史，南斷青泥，勃勃率大軍繼發。
7. ↑  《資治通鑒·義熙十四年》：傅弘之大破赫連璝於池陽，又破之於寡婦渡，斬獲甚衆，夏兵乃退。
8. ↑  《宋書·列傳第二十一》：沈田子既殺王鎮惡，王脩又殺田子。義真年少，賜與左右不節，脩常裁減之，左右並怨。因是白義真曰：「鎮惡欲反，故田子殺之。脩今殺田子，是又欲反也。」義真乃使左右劉乞等殺脩。
9. ↑  《晉書·載記第三十》：田子與義真司馬王鎮惡不平，因鎮惡出城，遂殺之。義真又殺田子。於是悉召外軍入於城中，閉門距守。關中郡縣悉降。
10. ↑  《資治通鑒·義熙十四年》：宋公裕聞之，使輔國將軍蒯恩如長安，召義眞東歸；以相國右司馬朱齡石爲都督關中諸軍事、右將軍、雍州刺史，代鎭長安。裕謂齡石曰：「卿至，可敕義眞輕裝速發，旣出關，然可徐行。若關右必不可守，可與義眞俱歸。」
11. ↑  《宋書·列傳第二十一》：高祖遣將軍朱齡石替義真鎮關中，使義真輕兵疾歸。諸將競斂財貨，多載子女，方軌徐行。
12. ↑  《宋書·列傳第二十一》：賊追兵果至，騎數萬匹。輔國將軍蒯恩斷後不能禁，至青泥，後軍大敗，諸將及府功曹王賜悉被俘虜。
13. ↑  《晉書·載記第三十》：璝率眾三萬追擊義真，王師敗績，義真單馬而遁。買德獲晉甯朔將軍傅弘之、輔國將軍蒯恩、義真司馬毛脩之於青泥，積人頭以為京觀。
14. ↑  《晉書·載記第三十》：義真大掠而東，至於灞上，百姓遂逐齡石，而迎勃勃入于長安。
15. ↑  《晉書·載記第三十》：於是勃勃大饗將士于長安，舉觴謂王買德曰：「卿往日之言，一周而果效，可謂算無遺策矣。雖宗廟社稷之靈，亦卿謀獻之力也。此觴所集，非卿而誰！」於是拜買德都官尚書，加冠軍將軍，封河陽侯。
16. ↑  《資治通鑒·元嘉二十七年》：虜碻磝戍主、濟州刺史王買德憑城拒戰，元吉破之，買德棄城走。
17. ↑  《資治通鑒·元嘉二十七年》：乙亥，魏濟州刺史王買德棄城走。